# 맷돌 (영화)
"맷돌"은 1988년에 개봉한 대한민국의 영화이다.

## 캐스팅
- 천은경
- 강인덕
- 장두식
- 한태일
- 김기종
- 전숙
- 남수정
- 오희찬
- 강희주
- 임해림
- 정미경
- 조학자
- 신경미
- 윤진희
- 정명희
- 최경숙